# Kay van Dijk
Kay van Dijk (Renkum, 25 juni 1984) is een Nederlandse volleybalspeler. Hij begon zijn loopbaan bij de club Nuovo uit Doorwerth en speelde vervolgens bij Landstede Volleybal/VCZ, VC Omniworld en het Belgische volleybalteam Noliko Maaseik. Van Dijk verhuisde in 2008 naar de club LIG Eaters in het Zuid-Koreaanse Seoel. Na één seizoen in Zuid-Korea te hebben gespeeld, tekende hij in juni 2009 een contract bij de Italiaanse club Pallavolo Loreto.
Tijdens de Olympische Spelen van 2004 in Athene eindigde hij met de Nederlandse volleybalploeg op een negende plaats.

## Clubhistorie
| club      | land | periode          |
| --------- | ---- | ---------------- |
| 2003-2004 | NED  | Landstede Zwolle |
| 2004-2005 | NED  | Omniworld Almere |
| 2005-2008 | BEL  | Noliko Maaseik   |
| 2008-2009 | KOR  | LIG Greaters     |
| 2009-2010 | ITA  | Pallavolo Loreto |
| 2010-     | SLO  | ACH Volley       |